# Leonard Peterson
Carl Johan Leonard Peterson, né le 30 octobre 1885 à Stockholm et mort le 15 avril 1956 à Stockholm, était un gymnaste suédois qui a participé aux Jeux olympiques d'été de 1908 à Londres.
Il faisait partie de l'équipe suédoise, constituée de 37 autres gymnastes, et a remporté la médaille d'or au concours général par équipes, devançant la Norvège et la Finlande.